# Anglo-ruski pomorski rat
Anglo-ruski pomorski rat (2. rujna 1807. – 18. srpnja 1812.) bio je faza neprijateljstava između Ujedinjenog Kraljevstva i Ruskog Carstva. Kao povod za rat poslužio je britanski napad na Dansku u kolovozu 1807. godine. Ruska vlada nije prihvatila britanska objašnjenja, već je u listopadu prekinula diplomatske odnose, a u studenom joj objavila rat.

## Početak vojnih djelovanja
Neprijateljstva su otpočela u studenom kada su Britanci u Portsmouthu zaplijenili rusku fregatu i transportni brod. Eskadru viceadmirala Dmitrija Senjavina od 9 linijskih brodova i fregate koju je prekid odnosa i početak rata zatekao na putu prema Baltičkom moru, Britanci su blokirali i zaplijenili u Lisabonu, a posadi su dozvolili da se kopnom vrati u domovinu. Velika Britanija uputila je 1808. Švedskoj, tada u ratu s Rusijom, pomoć u Baltičko more. 

## Neeskalacija sukoba
U toku rata došlo je do nekoliko manjih bitaka na moru. Značajnija je ona između anglo-švedske i ruske flote 14. kolovoza 1808. kod Baltičke luke (Балтийский порт, današnji grad Paldiski). U težnji da Rusiju odvoji od Francuske, Velika Britanija je izbjegavala zaoštrenije sukobe, njezina ratna mornarica svela je operacije na krstarički rat i blokirala ruske ratne brodove u neutralnim lukama. Ruska mornarica je svoja djelovanja ograničila na zaštitu luka i obalnog pomorskog prometa.

## Posljedice rata u Rusiji i promjena savezništva
Rat je Rusiji nanosio znatne ekonomske gubitke, plemstvo i trgovci negodovali su protiv Tilzitskog mira zbog tajnog Napoléonovog pomaganja Turske u ratu s Rusijom 1806. – 1812., a i zbog osnivanja Varšavskog Vojvodstva i očiglednih francuskih pokušaja da se Rusija izolira i posvađa s Prusijom i Austrijom. Otvorene Napoléonove prijetnje ratom zbližile su 1811. Rusiju i Veliku Britaniju, a poslije Napoléonovog napada na Rusiju, 14. srpnja 1812., sklopljen je ugovor o miru u Örebru 18. srpnja 1812., kojim se Velika Britanija obvezala Rusiji pružiti pomoć u borbi protiv Napoleona, a Rusija da će svoje luke otvori Britancima.